# Thadeuite
La thadeuite è un minerale.